# Emma Hørlyck
Emma Hørlyck er en dansk sangerinde, sangskriver og musiker.
Hørlyck var den første i Danmark til at gå på MGK Sangskrivning, og i 2018 modtog hun Engelsholm Højskolelegatet af Mads Langer og Engelsholm Højskole.
I 2020 udgav hun sit debutalbum, Fra En Drømmer Til En Anden, der blev efterfulgt af en Danmarksturné; to måneder efter udgivelsen udgav hun sit andet album, Klar, Parat, Restart.
Emma har udover eget soloprojekt komponeret musik til en række kortfilm.[kilde mangler]

## Diskografi
- 2020 - KLAR, PARAT, RESTART
- 2020 - Fra En Drømmer Til En Anden